# Зуні (плем'я)

Карта історичного розподілу зуні (світло-зелена) та сучасної землі зуні (темно-зелена)

Зуні (зуні A:shiwi; раніше називались Zuñi) — корінні американські народи пуебло, походять із долини річки Зуні. На сьогоднішній день зуні — це федерально визнане плем'я, більшість із них мешкає в Зуні-Пуебло на річці Зуні, притоці річки Літл-Колорадо, на заході Нью-Мексико, США. Пуебло зуні — 55 км (34 миля) на південь від Галлапа, штат Нью-Мексико. Плем'я зуні жило в багаторівневих глинобитних будинках. Окрім резервації, плем'я володіє довірчими землями в окрузі Катрон, штат Нью-Мексико, та окрузі Апачі, штат Аризона. Зуні називають свою батьківщину Халона Ідіван'а або Близьким місцем. Вважається, що слово Зуні походить від слова sɨ̂‧ni від західної мови керіс (акома) або його спорідненого слова.

## Історія
Археологія припускає, що зуні були землеробами на їхній нинішній території від 3000 до 4000 років. Зараз вважається, що люди — предки зуні мешкали в долині річки Зуні з останнього тисячоліття до нашої ери, тоді вони почали застосовувати зрошувальні методи, які дозволяли вирощувати маїс на мінімальних ділянках розміру домогосподарства.

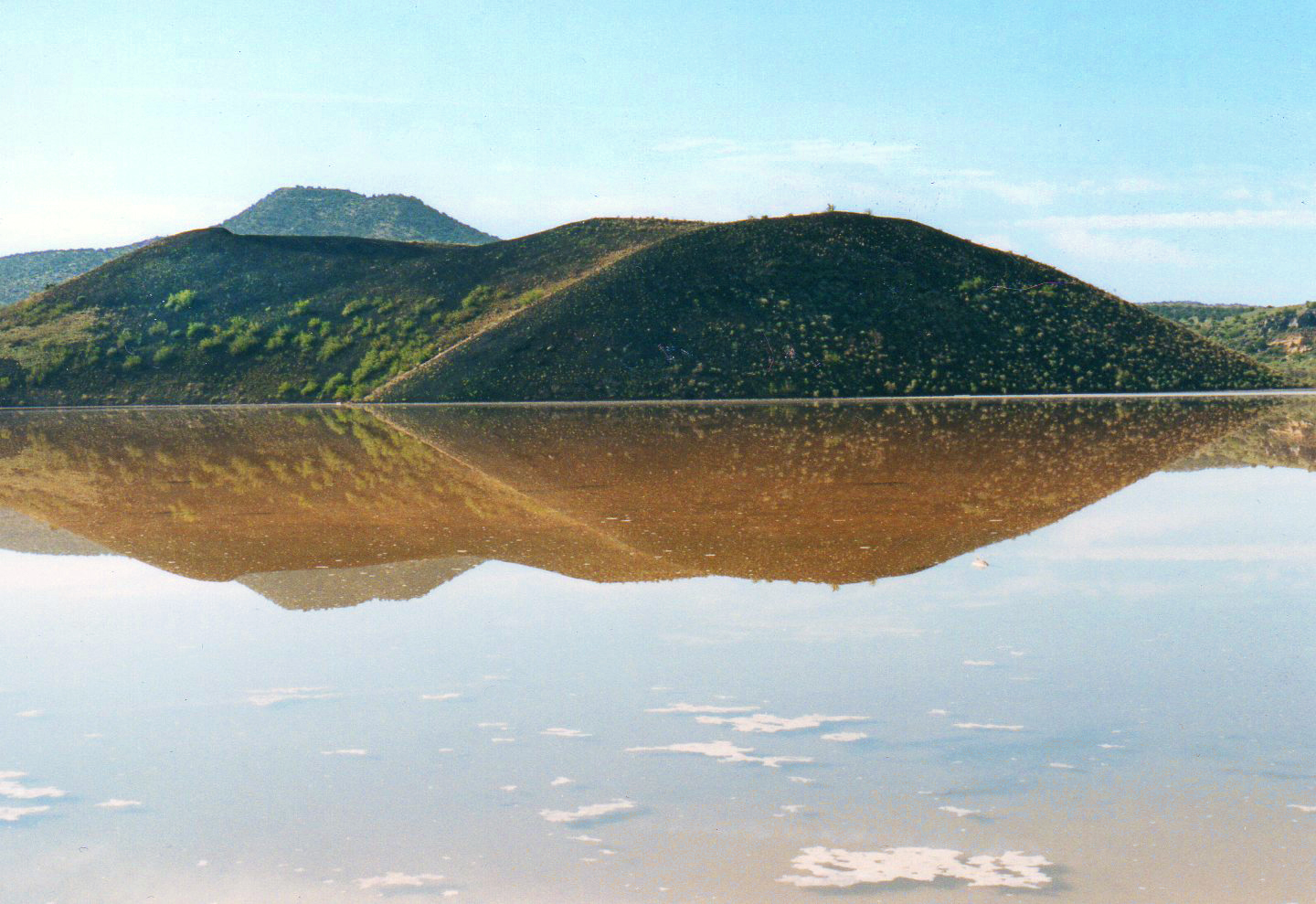
Солоне озеро Зуні, штат Нью-Мексико, де зуні протягом століть збирали сіль

Культурі зуні передували культури народів могольон та предків пуебло, які жили в пустелях Нью-Мексико, Аризони, Юти та південного Колорадо більше двох тисячоліть. Вайт Маунд був одним із таких поселень ямних будинків, фермерських господарств та комор, побудованих близько 700 р. н. е., за ними села Кіатутланна близько 800 р. н. е., і Аллантаун близько 1000 р. н. е. До цих могольонських сіл належали ківи. Так само предки зуні контактували з Анасазі в каньйоні Чако близько 1100 року. Поселення зуні під назвою село Грейт Ківас було побудоване близько 1100 року та включало дев'ять ківа. Проте область зуні, мабуть, була мало заселена невеликими сільськогосподарськими поселеннями до XII століття, коли населення та розміри поселень почали збільшуватися. Великі села Хешот-Ула, Бетатакін та Кіт-Сіл були створені до 1275 року. До 13 століття села були побудовані на вершині меса, в тому числі Ацинна на Інскріпшн-Рок. У XIV столітті зуні заселяли дюжину пуебло розміром від 180 до 1400 кімнат, тоді як Анасазі покидали більші поселення для менших або створювали нові вздовж Ріо-Гранде. Зуні дійсно переїхали зі східної частини своєї території на західний бік і побудували шість нових сіл — Халона, Хавікух, Кіакіма, Мацакі, Квакіна та Кечіпаун. Халона була розташована за 97 км на північ від Солоного озера Зуні, і зуні торгували сіллю, кукурудзою та бірюзою. Ніза вважав, що Хавікух є одним із семи золотих міст, легендарної заможної імперії 16 століття.
У 1539 році мавританський раб Естеваніко очолив передову частину іспанської експедиції Фрая Маркоса де Нізи. За підтримки Антоніо де Мендоса, який хотів, щоб Ніза «пояснив корінним жителям країни, що на небі є лише один Бог, а Імператор на землі правитиме і управлятиме нею, чиїми підданими всі вони повинні стати і кому повинні служити». Повідомляється, що зуні вбили Естеваніко як шпигуна або за те, що він був «жадібним, ненажерливим і сміливим». Це був перший контакт Іспанії з будь-яким із народів Пуебло. Експедиція Франсіско Васкеса де Коронадо послідувала після повідомлення «Семи золотих міст» Нізи. Спонсорований ще раз Мендосою, Коронадо очолив 230 вершників, 70 піхотинців, кількох францисканських священників та мексиканських тубільців. Іспанці зустріли 600 воїнів-зуні поблизу Хавіку в липні 1540 р., вбивши кілька осіб та захопивши село. Коронадо продовжував рух до Ріо-Гранде, але кілька священників та солдат пробули ще 2 роки. Експедиція Чамускадо і Родрігеса відбулася в 1581 році, а Антоніо де Еспехо — в 1583 році. Хуан де Оньяте відвідав територію зуні в 1598 і 1604 роках у пошуках мідних копалень, але безуспішно. Франциско Мануель де Сільва Нієто заснував місію в Гавіку в 1629 р. з двома францисканськими священиками. Вони закінчили церковний комплекс у 1632 р. і створили другу місію в Халоні. Незабаром після цього зуні знищили місії, вбивши двох священників, а потім відступили в Дову Яланне, де вони залишились протягом наступних трьох років. Іспанці побудували ще одну місію в Галоні в 1643 р. :56-59
До повстання Пуебло 1680 року зуні жили в шести різних селах. Після повстання, до 1692, вони сховалися в скрутному стані на вершині Дова Яланне, крута меса 5 км (3,1 милі) на південний схід від нинішнього Пуебло Зуні; Dowa означає «кукурудза», а yalanne — «гора». Після встановлення миру та повернення іспанців зуні переїхали до свого теперішнього місця, повернувшись на вершину меси лише ненадовго в 1703 р. На кінець 17 століття з перших шести сіл все ще живим залишалось лише Халона. Проте навколо Халони були поселені села-супутники, до складу яких входили Нутрія, Охо Калієнте та Пескадо. :67-69,73-78
Із трьох місій Зуні лише церква в Халоні була відновлена після повторного завоювання. За словами Ненсі Бонвіллен, «до кінця вісімнадцятого століття влада Іспанії втратила надію домінувати над зуні та іншими західними індіанцями пуебло, і в 1799 році було зафіксовано лише сім іспанців, які мешкали серед зуні». У 1821 році францисканці покинули свої місіонерські зусилля. :71-74
У 1848 році підполковник армії США Хендерсон П. Боякін підписав договір з лідерами Зуні та Навахо, в якому зазначається, що зуні «будуть захищені при повному управлінні всіма їхніми правами на приватну власність та релігію … [цивільними та військовими органами влади Нью-Мексико та Сполучені Штати.» Спостерігаючи за зуні в 1850-х роках, Балдуїн Мелльхаузен зазначив, що «у всіх напрямках поля пшениці та маїсу, а також гарбузи та баштанні культури свідчили про свою промисловість». :81,83
Резервація Зуні була створена федеральним урядом Сполучених Штатів у 1877 році, а згодом розширена другим розпорядженням у 1883 році :86-88
Френк Гамільтон Кушинг, антрополог, пов'язаний зі Смітсонівським інститутом, жив із зуні з 1879 по 1884 рік. Він був одним із перших іноземних учасників-спостерігачів та етнологів у зуні. У 1979 році, однак, повідомлялося, що деякі члени Пуебло вважають, що він неправомірно задокументував спосіб життя зуні, використовуючи їх, фотографуючи та розкриваючи священні традиції та церемонії.

Суперечка на початку 2000-х була пов'язана із супротивом зуні проти розробки вугільної шахти поблизу Солоного озера Зуні, місця, яке вважалося священним і під контролем зуні. Шахта б витягувала воду з водоносного шару під озером, а також передбачала б будівництво між озером і Зуні. Від цього плану відмовились у 2003 році після кількох судових процесів.:117-119

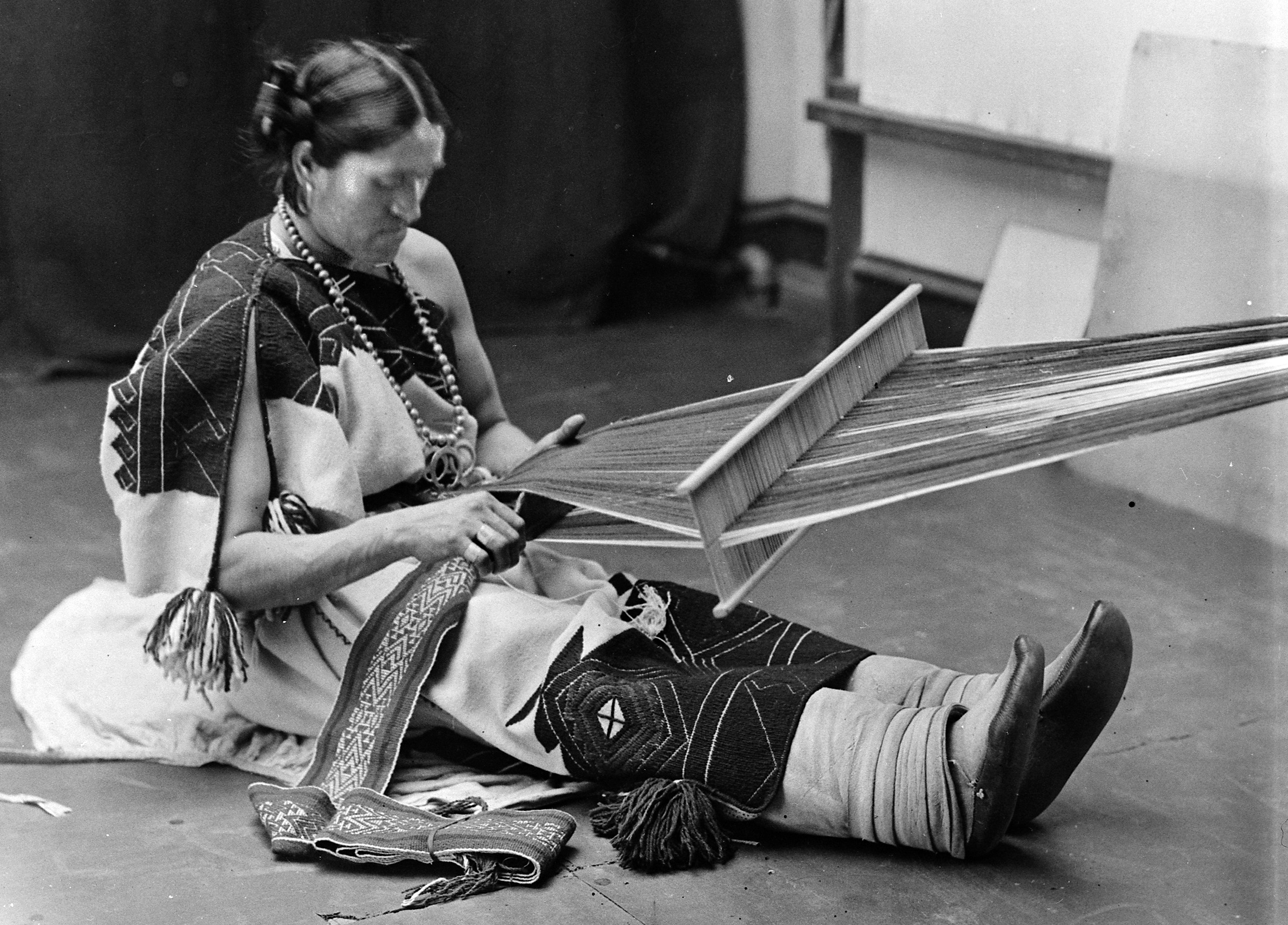
Вевха (1849–1896), знаменитий ткач із двома духами зуні, який працює на ткацькому верстаті, фото: Джон К. Гіллерс, c. 1871-1907
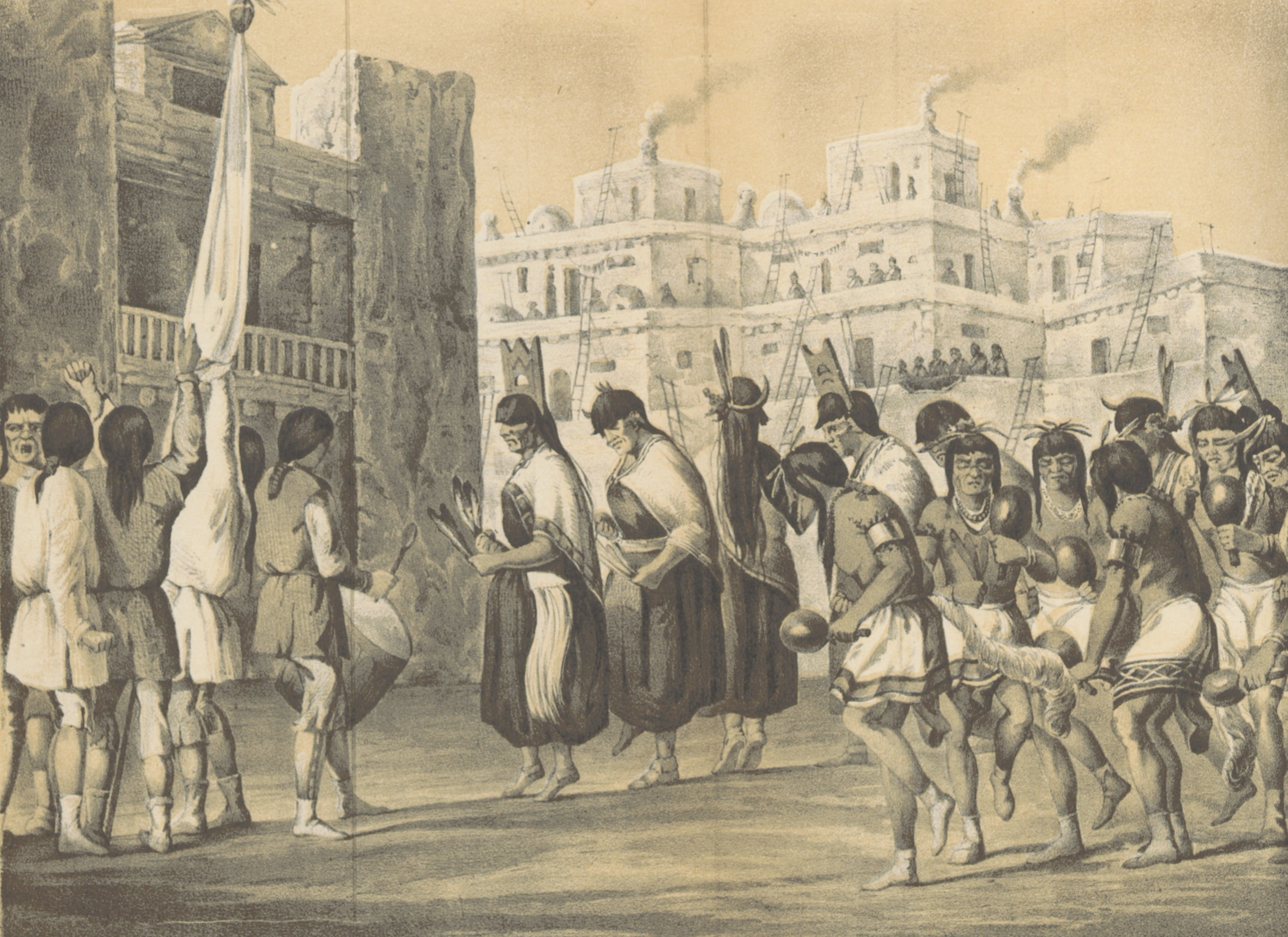
Зображення Зуні-Пуебло, створене під час експедиції армійського корпусу топографічних інженерів 1851 р. до Аризони, яку очолював капітан Сітгрівз
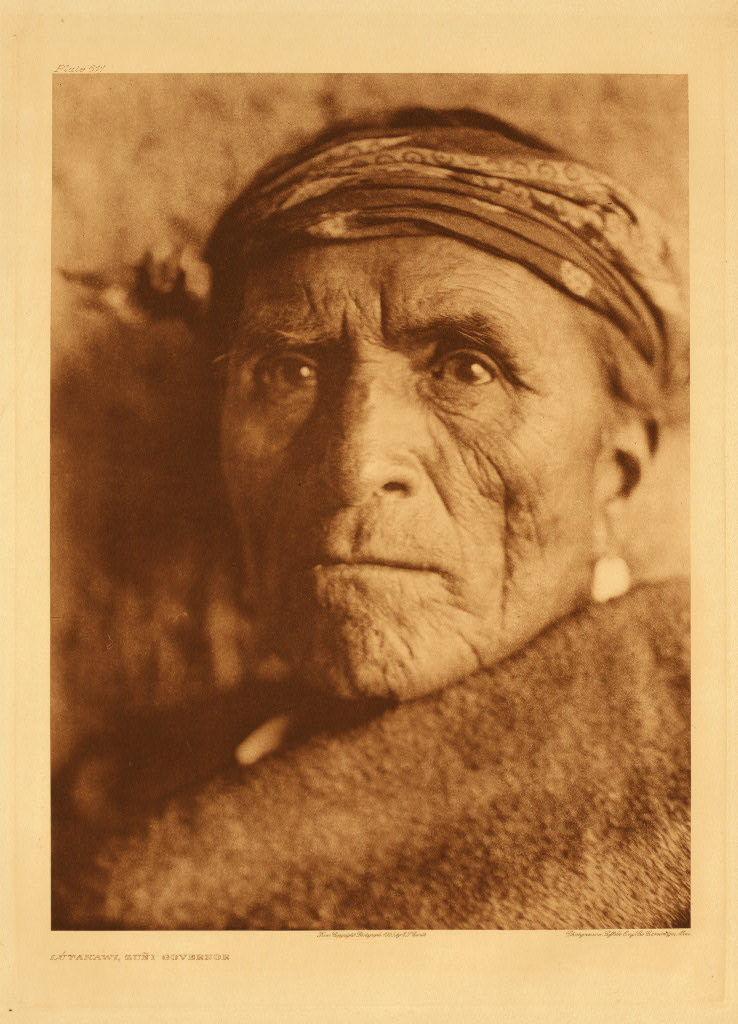
Лутакаві, вождь зуні, сфотографований до 1925 року Едвардом Ш. Кертісом
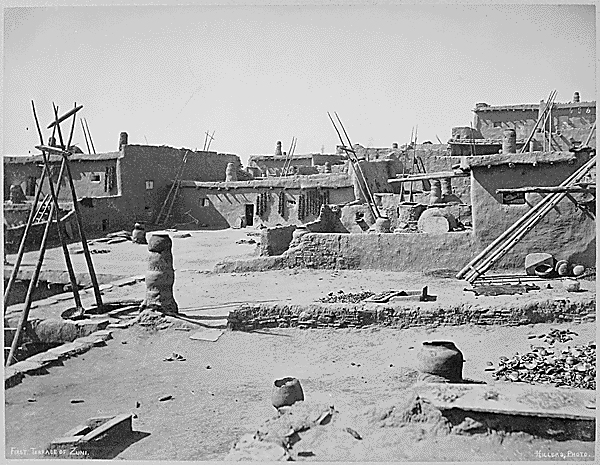
Пуебло зуні, в 1879 році
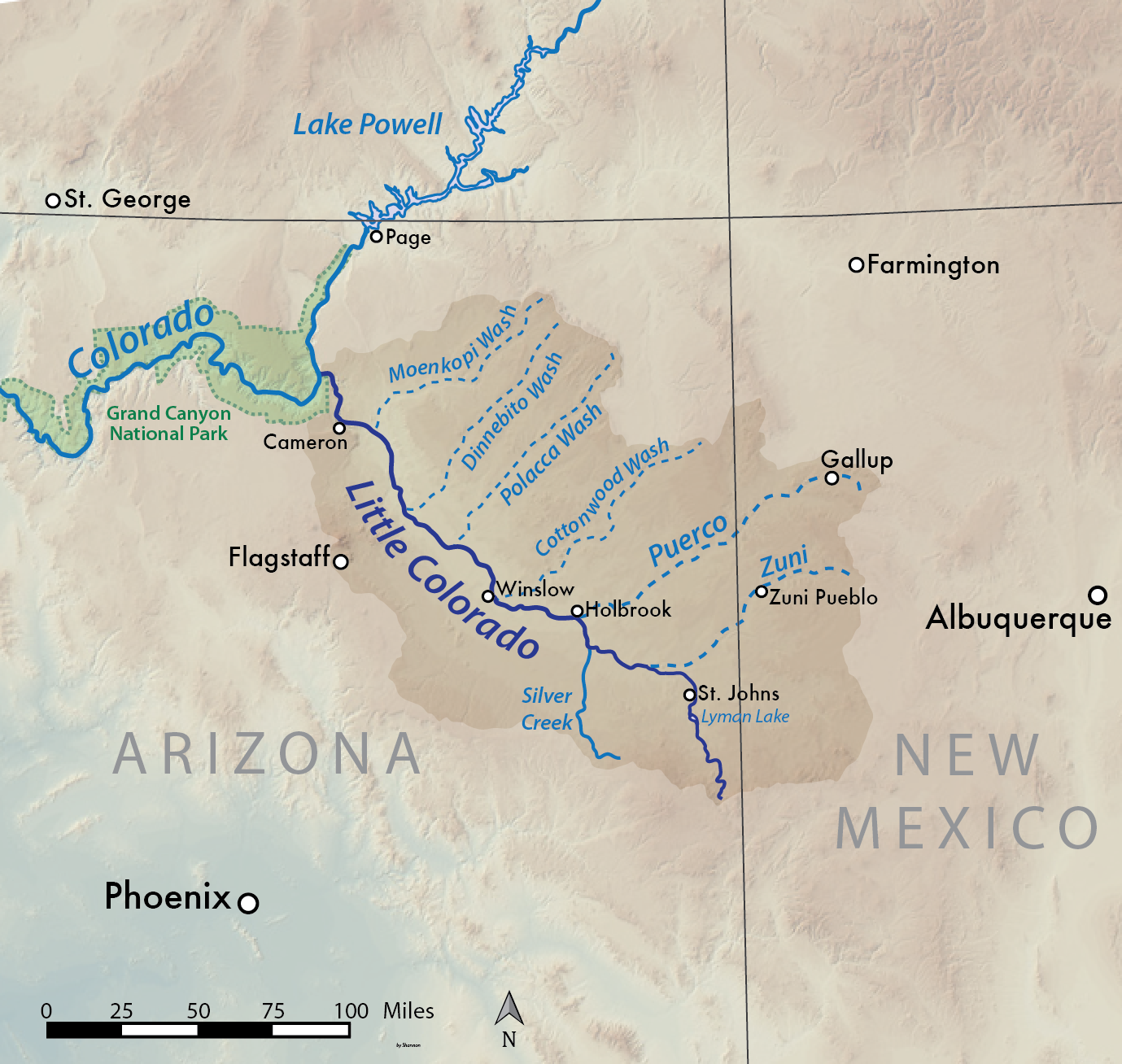
Річка Зуні, Зуні-Пуебло, штат Нью-Мексико. Плем'я зуні населяло долину річки Зуні з останнього тисячоліття до н. е.
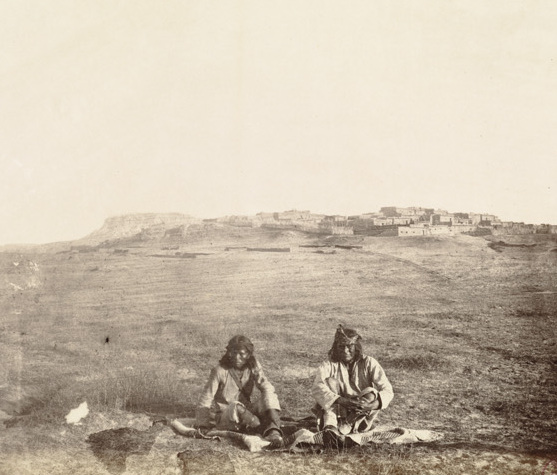
Чоловіки зуні та древнє місто Пуебло-Зуні, c. 1868 рік
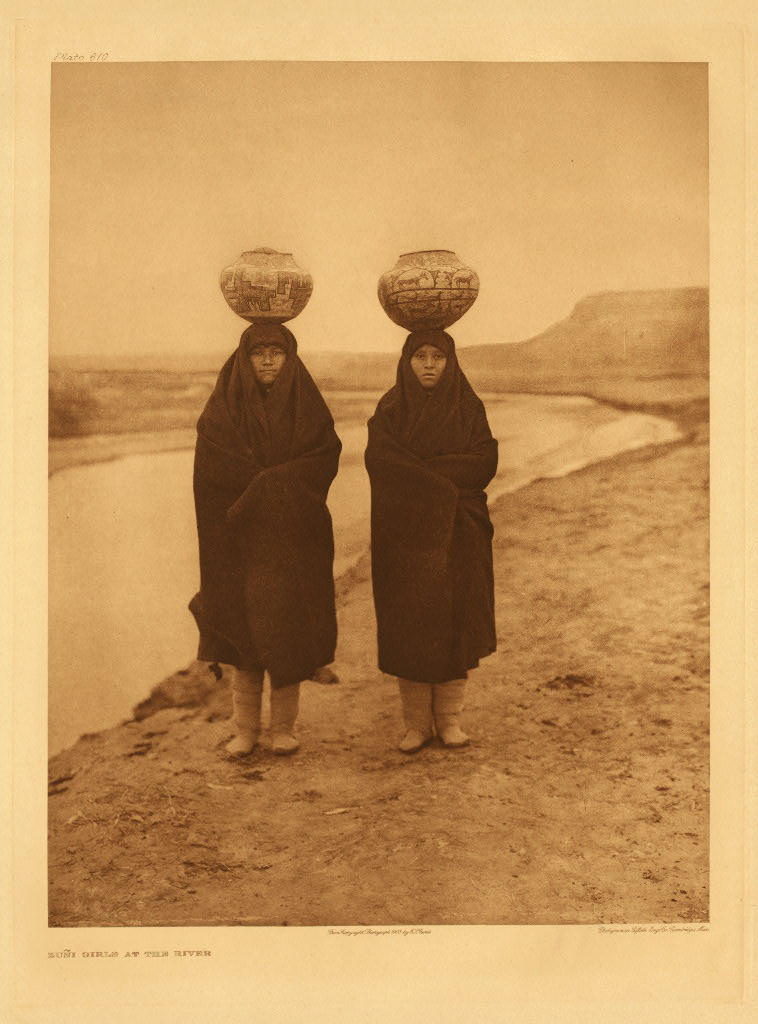
Дві дівчини зуні, сфотографовані Едвардом С. Кертісом, c. 1926 рік

## Культура

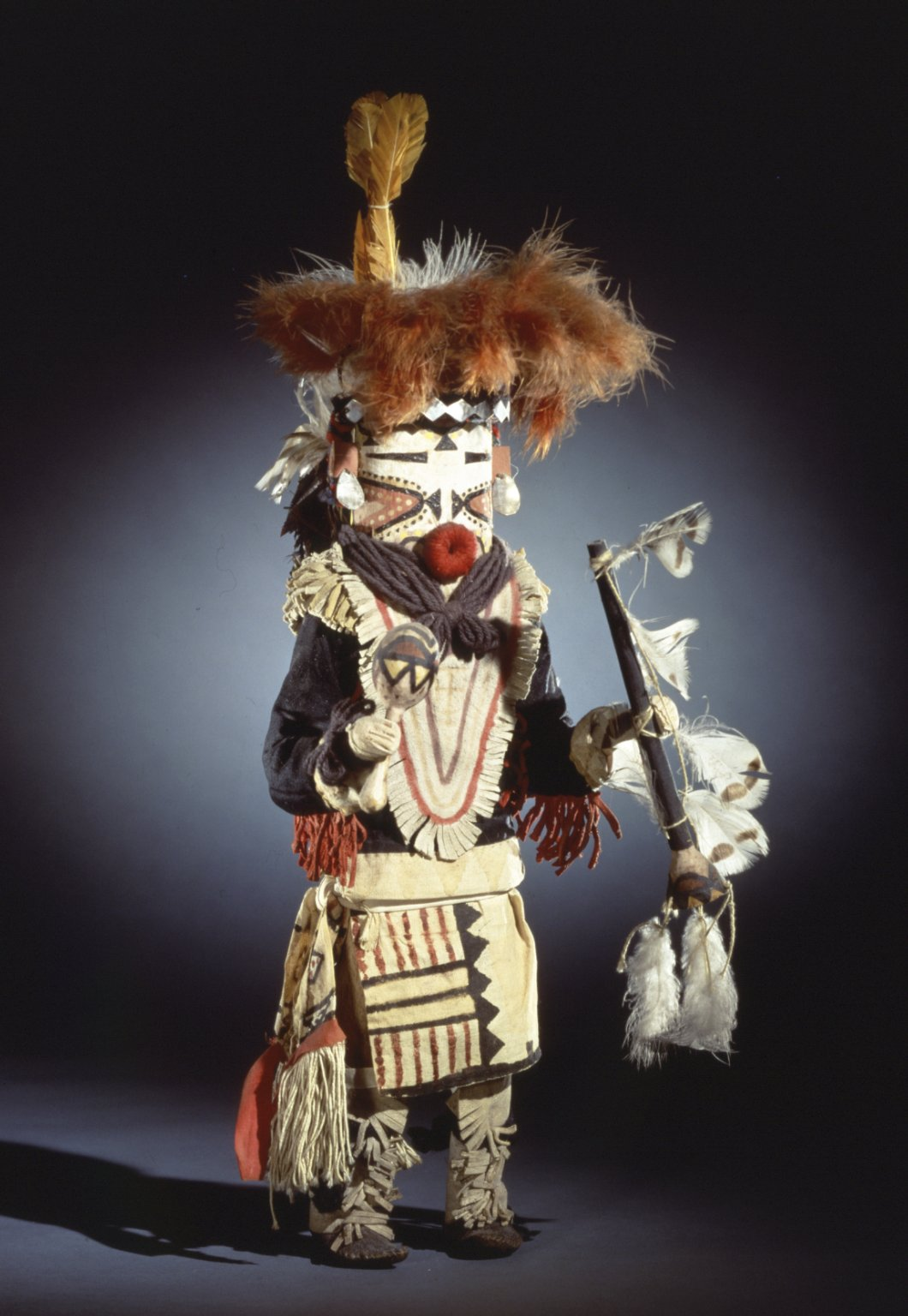
Ше-ве-на (Зуні-Пуебло). Лялька Качина (Пайатему), кінець 19 століття. Бруклінський музей

Зуні традиційно розмовляють мовою зуні, ізольована мова, яка не має жодного відношення до жодної індіанської мови. Лінгвісти вважають, що зуні зберігають цілісність своєї мови щонайменше 7000 років. Зуні, проте, мають ряд слів із керіс, хопі і піма, пов'язані з релігією. Зуні продовжують сповідувати свою традиційну релігію, регулярно проводячи церемонії та танці, та незалежну та унікальну систему вірувань.
Зуні були і є традиційним народом, який живе за допомогою зрошуваного землеробства та вирощування худоби. Поступово зуні вирощували менше і повернулися до випасання овець та великої рогатої худоби в якості засобу економічного розвитку. Їхній успіх як пустельної аграрної економіки зумовлений ретельним управлінням та збереженням ресурсів, а також складною системою підтримки громади. Багато сучасних зуні також покладаються на продаж традиційних художніх ремесел. Деякі зуні все ще живуть у старовинному стилі Пуебло, а інші — у сучасних будинках. Їхнє розташування порівняно ізольоване, але вони приймають заможних туристів.
Ярмарок племен зуні та родео проводиться в треті вихідні в серпні. Зуні також беруть участь у міжплемінних церемоніях Галлапа, які зазвичай проводяться на початку або в середині серпня. Музей та центр спадщини Ашиві та Аван — це музей племен, який демонструє історію, культуру та мистецтво зуні.

### Етноботаніка зуні
Зуні використовують багато місцевих рослин у своїй культурі. Широкий перелік див. у головній статті «Етноботаніка зуні». Зуні отримали знання про місцеві рослини, які використовуються для медичних практик та релігійних обрядів.

### Кераміка зуні

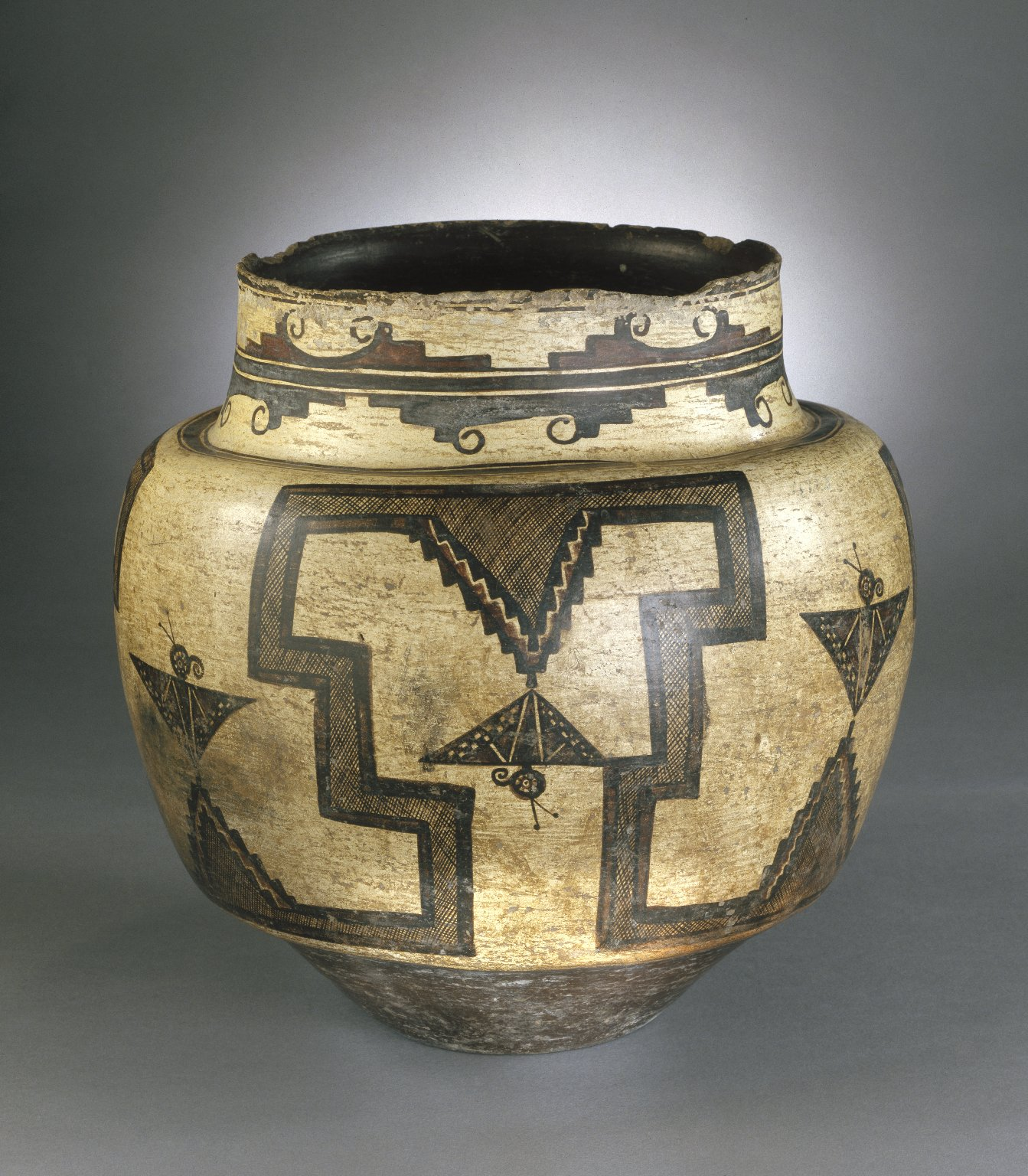
Глек для води, 1825—1850, Бруклінський музей

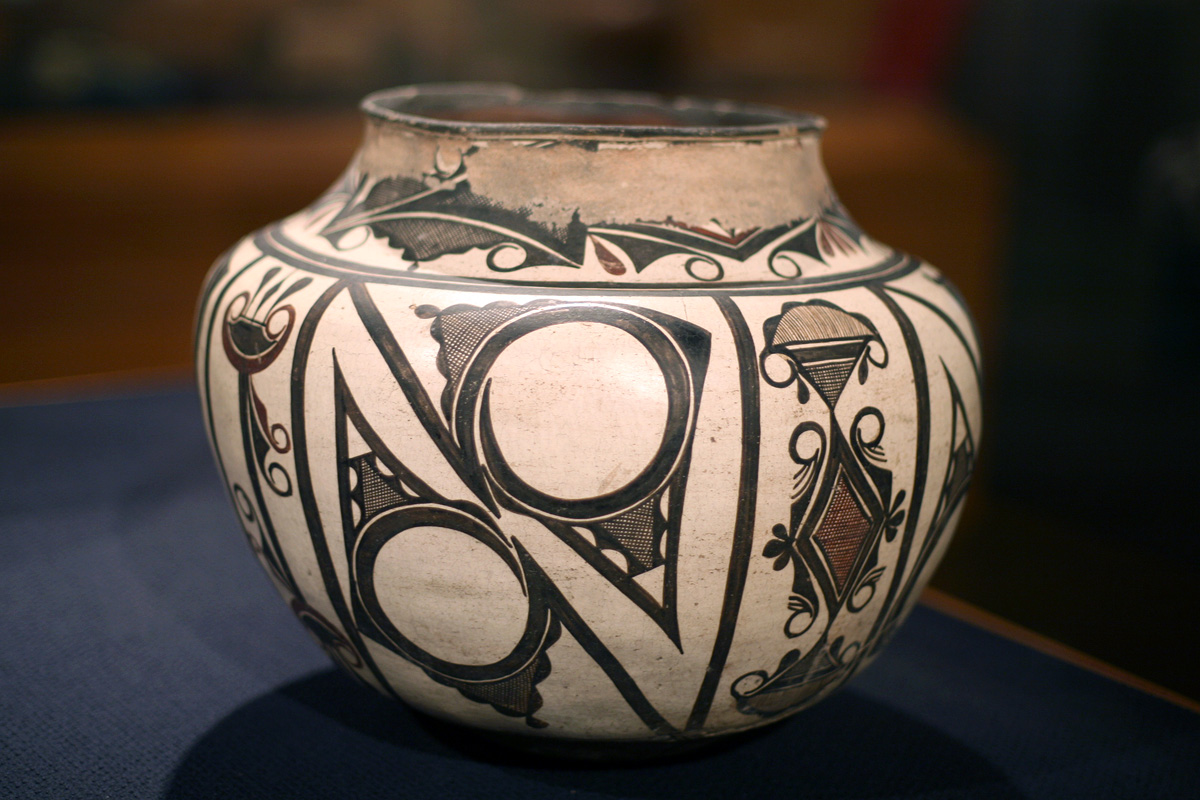
Зуні ола, кінець 19 — початок 20 століття, висота 12,5,, Бруклінський музей

Традиційно жінки зуні виготовляли кераміку для зберігання їжі та води. Вони використовували символи своїх родів для дизайну. Глина для кераміки місцева. До його видобутку жінки дякують Земній Матері (Авіделін Цітда) згідно з ритуалом. Глину подрібнюють, а потім просіюють і змішують із водою. Після того, як глина згорнута в котушку і сформована в посудину або іншу конструкцію, вона буде гладко вискоблена скребком. Тонкий шар більш тонкої глини, який називається ковзанням, наноситься на поверхню для додаткової гладкості та кольору. Посудина шліфується каменем після висихання. Її фарбують домашніми органічними барвниками, використовуючи традиційну щітку юки. Призначення кераміки диктує форму та зображення, намальовані на її поверхні. Для обпалення кераміки зуні використовували тваринний гній у традиційних печах. Сьогодні гончарі зуні можуть використовувати електричні печі. Хоча випал кераміки, як правило, був громадським підприємством, мовчання чи спілкування тихими голосами вважалося важливим для того, щоб зберегти початковий «голос» «сутності» глини та мету кінцевого продукту. Продаж гончарних виробів та традиційних видів мистецтва сьогодні є основним джерелом доходу для багатьох народів зуні. Ремісництво може бути єдиною фінансовою підтримкою як для своєї найближчої родини, так і для інших. Багато жінок виготовляють кераміку, рідше одяг або кошики. Коричневі, чорні та червоні орнаменти можна зустріти на традиційних горщиках зуні, які спочатку покриті білим нальотом. Поширеними мотивами є спіральні сувої, окантовані трикутниками, оленями, а також жабами, бабками та іншими символами, пов'язаними з дощем та водою. На додаток до горщиків зуні виготовляють фігурки сови, які перед випалюванням покривають білою накладкою та розмальовують чорно-червоними мотивами.

### Різьблення та сріблярство
Зуні також виготовляє амулети та намиста для ритуалів та торгівлі, а нещодавно для продажу колекціонерам.
Зуні відомі своєю прекрасною ручною роботою. Ювеліри зуні встановили бірюзу та інші камені ручної роботи в сріблі. Сьогодні виготовлення ювелірних виробів процвітає як вид мистецтва серед зуні. Багато зуні стали майстрами різьблення каменів. Використовувані техніки включають мозаїку та інкрустацію виїмок для створення хитромудрих дизайнів та унікальних візерунків.
Дві техніки зуні-ювелірів — це хрестик та палаточний шов. При виготовленні голкоподібних дрібних, трохи овальної форми каменів із загостреними кінцями встановлюють у срібні рамки, близько один до одного і поруч, щоб створити візерунок. Цю техніку зазвичай використовують із бірюзою, іноді з коралами, а іноді і з іншими каменями, створюючи намиста, браслети, сережки та кільця. Палаточний шов виконується так само, як і хрестик, за винятком того, що один кінець кожного каменю загострений, а інший кінець закруглений. 

### Релігія
Релігія займає центральне місце в житті зуні. Їхні традиційні релігійні вірування зосереджені на трьох наймогутніших божествах: Землі-Матері, Батьку-Сонцю та Матері, що дарує Місячне світло. Релігія зуні базується на качині, і церемонії відбуваються під час зимового сонцестояння, літа, жнив та знову взимку. :14-15,25-40
У священство зуні входять три священики (північ, зверху і знизу), а Пеквін (верхній священник) визначає релігійний календар. Релігійна громада пов'язана з кожною із шести ківа, і кожна дитина-зуні чоловічої статі отримує посвяту в одне з цих товариств.

### Шалако
Шалако — це серія урочистих танців, які відбуваються протягом ночі на зимове сонцестоянні або в ці дні. Вони закриті для осіб, які не є корінними жителями, за винятком випадків, коли є особисте запрошення члена племені. Церемонія також благословляє будинки, побудовані протягом року. Благословення набуває форми співу, який супроводжує шість танцюристів, одягнених у вбрання шалако. Ці вбрання можуть сягати восьми футів; танцюристи, що носять їх, представляють «посланців дощових божеств, які приходять благословляти нові будинки». Танцюристи рухаються від будинку до будинку протягом ночі; на світанку Сайяташа виконує останню молитву, і церемонія закінчена.

## У популярній культурі
У романі «Прекрасний новий світ», корінний зуні на ім'я Джон Севідж стикається із сексуальними реаліями в новій державі та тим, як вони відрізняються від його власної культури.

## Галерея

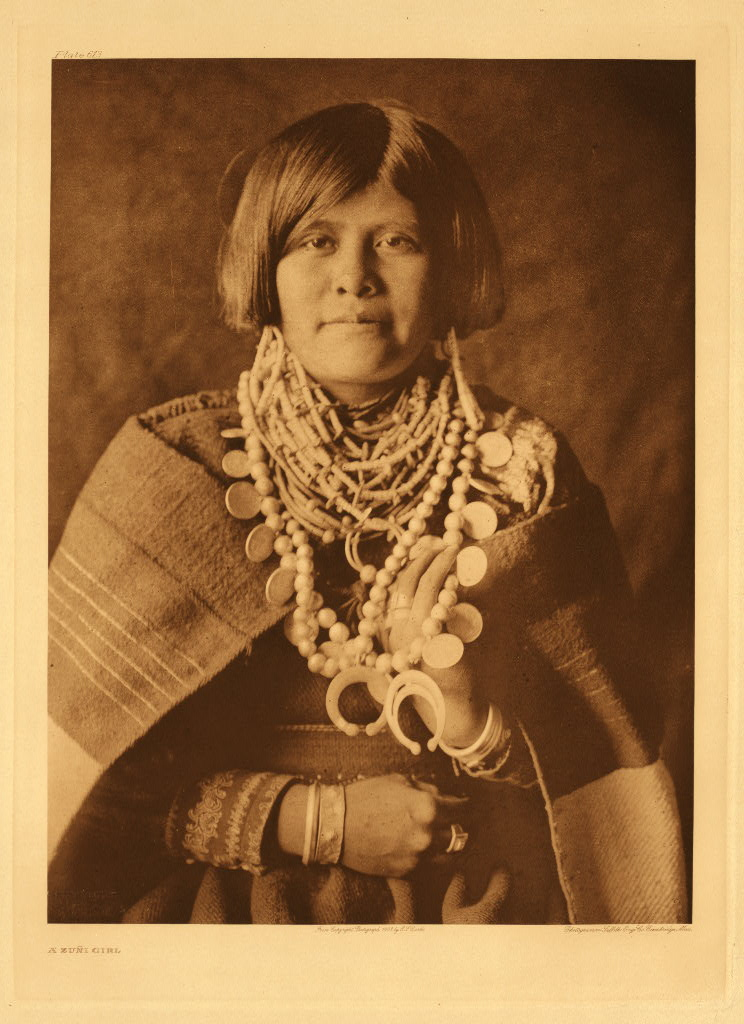
Дівчина зуні, сфотографована Едвардом Ш. Кертісом
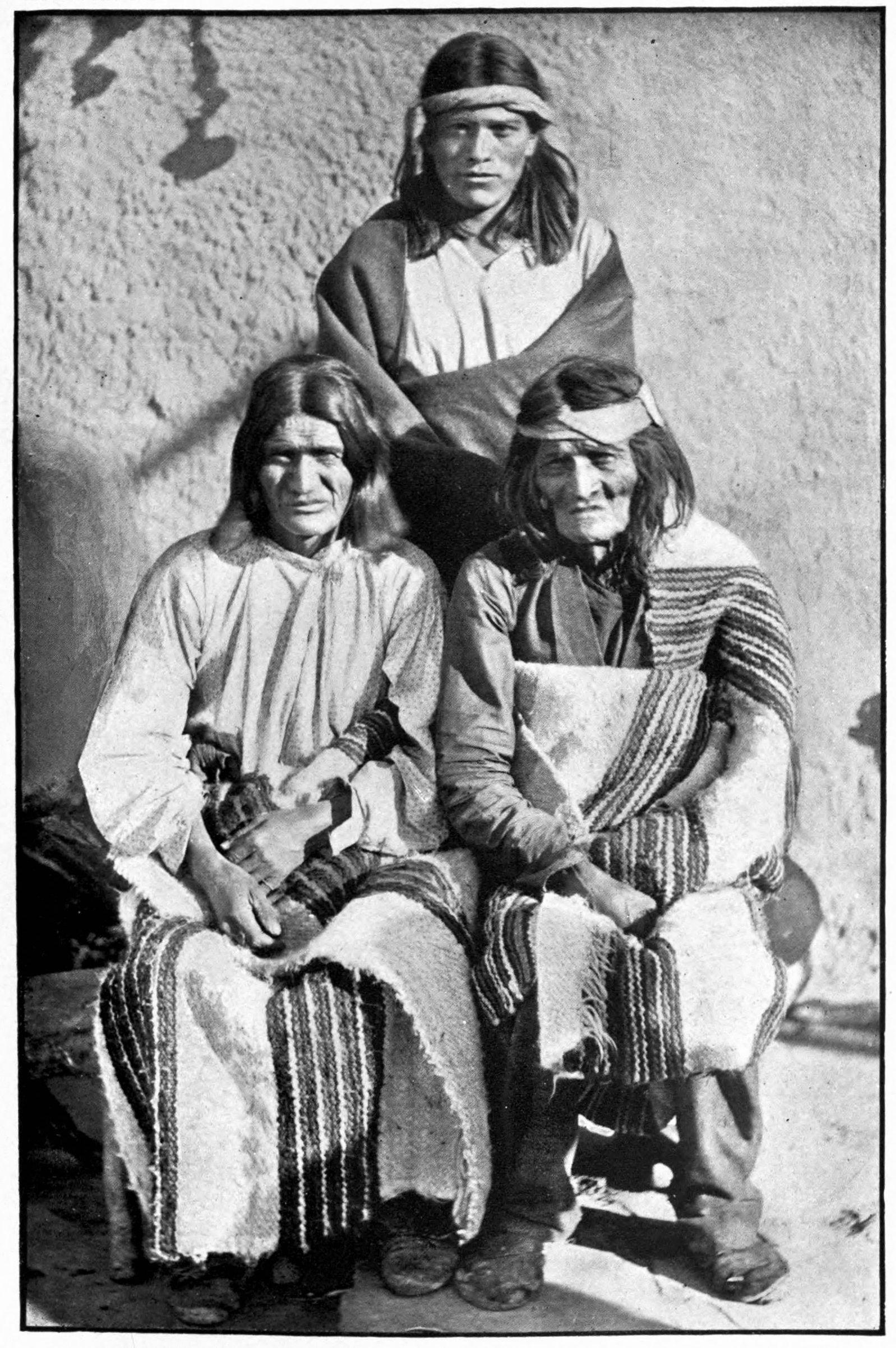
Зуні в типовому сучасному костюмі, 1896 рік
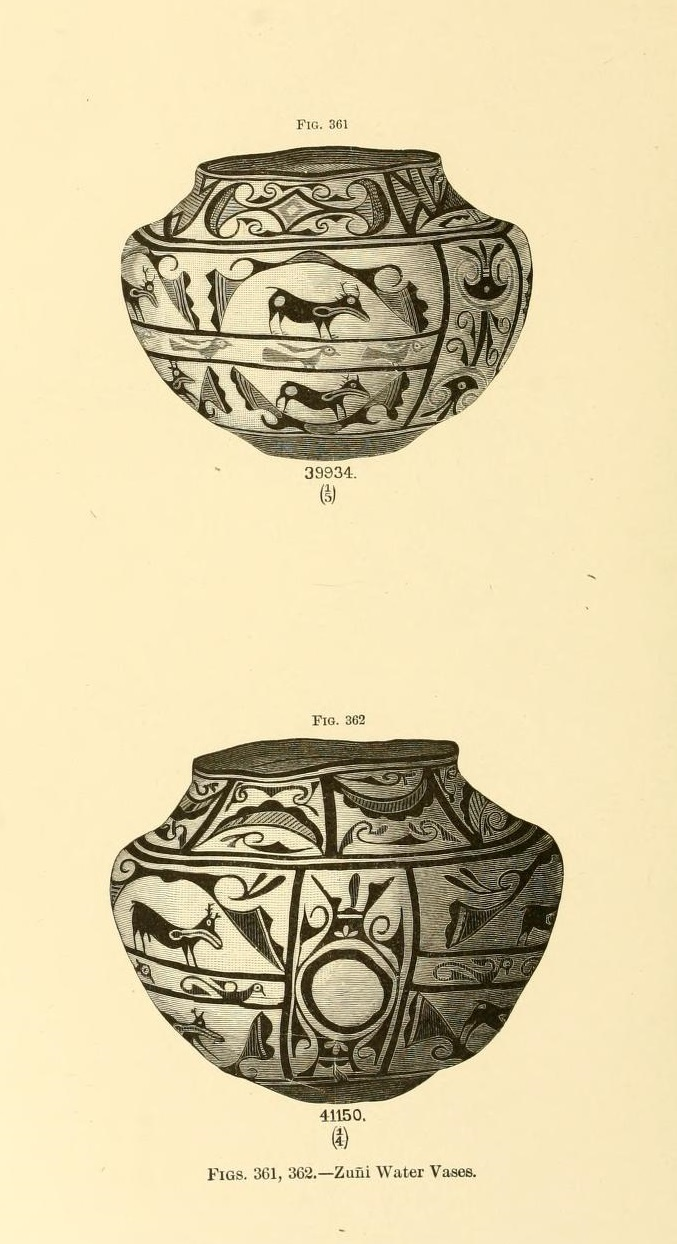
Вази для води зуні
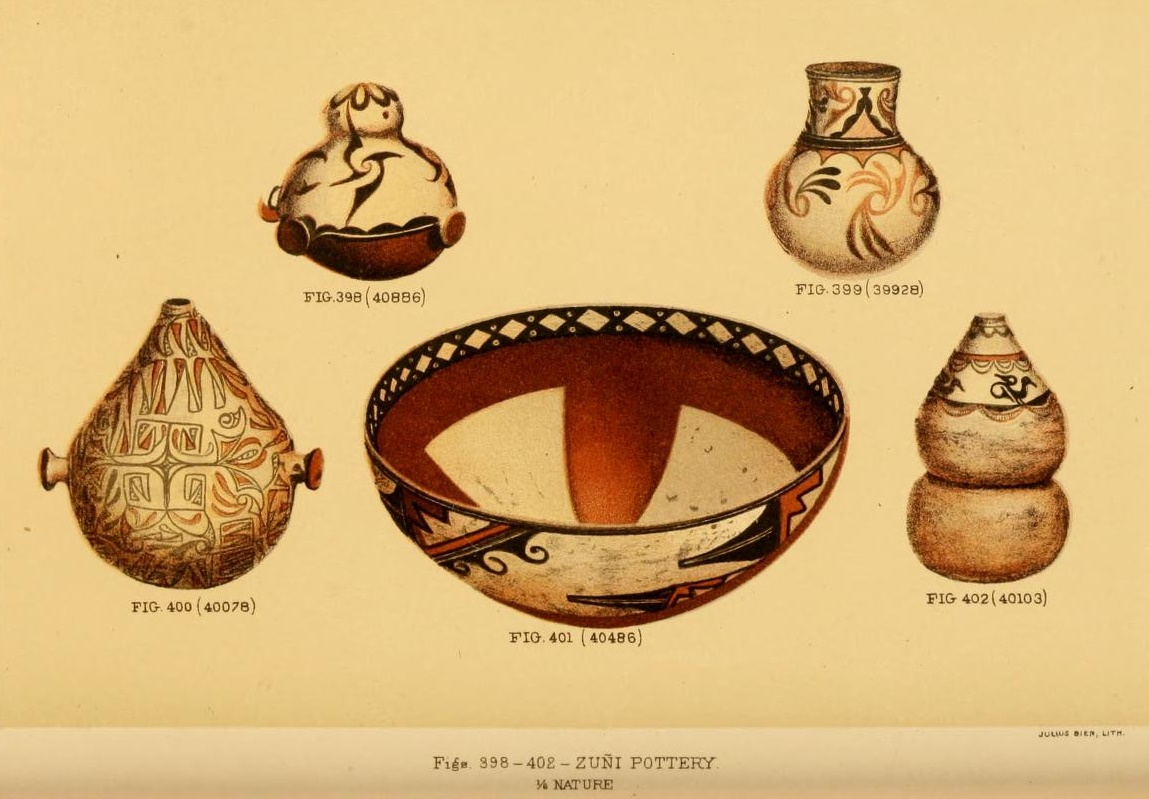
Кераміка зуні
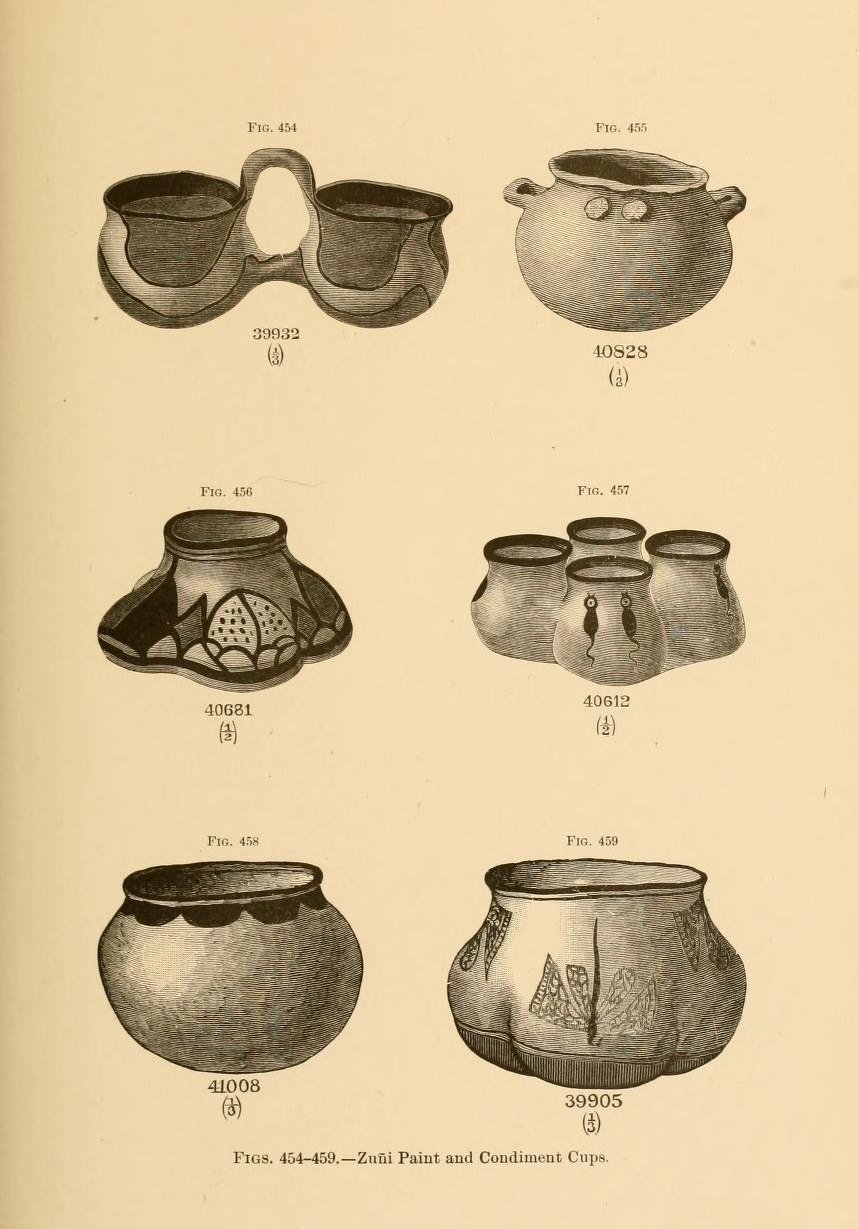
Чашки для фарби та приправи зуні
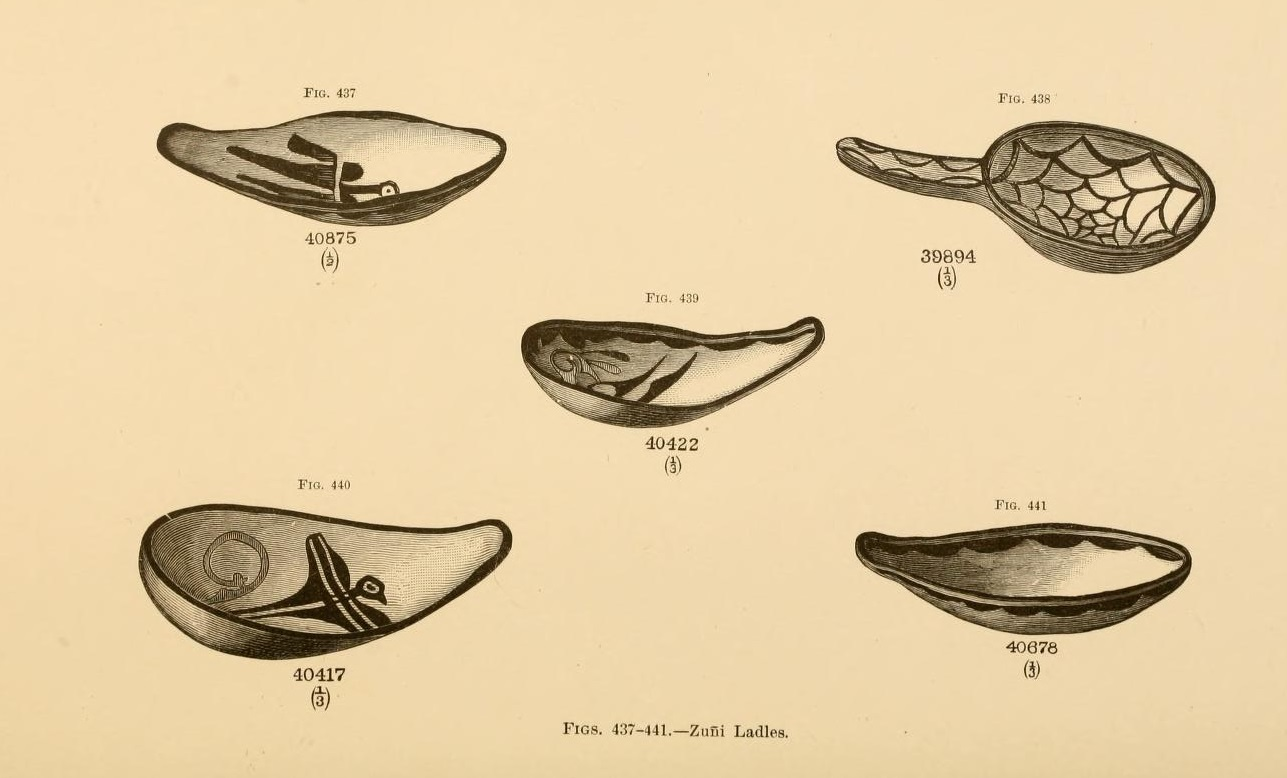
Керамічні ковші зуні
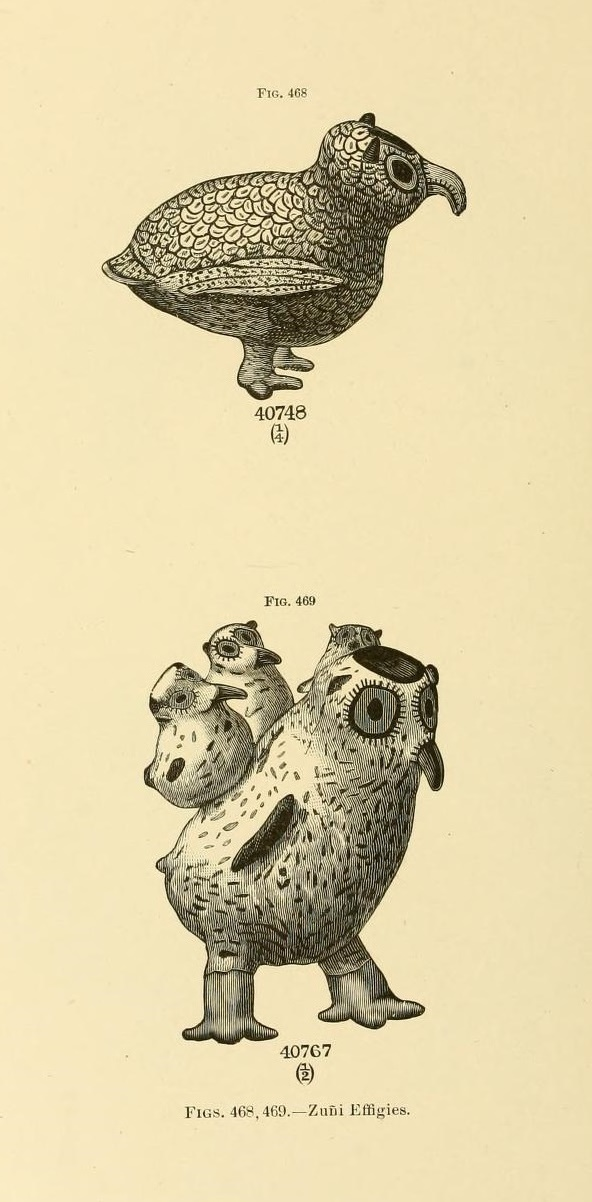
Зображення птахів зуні
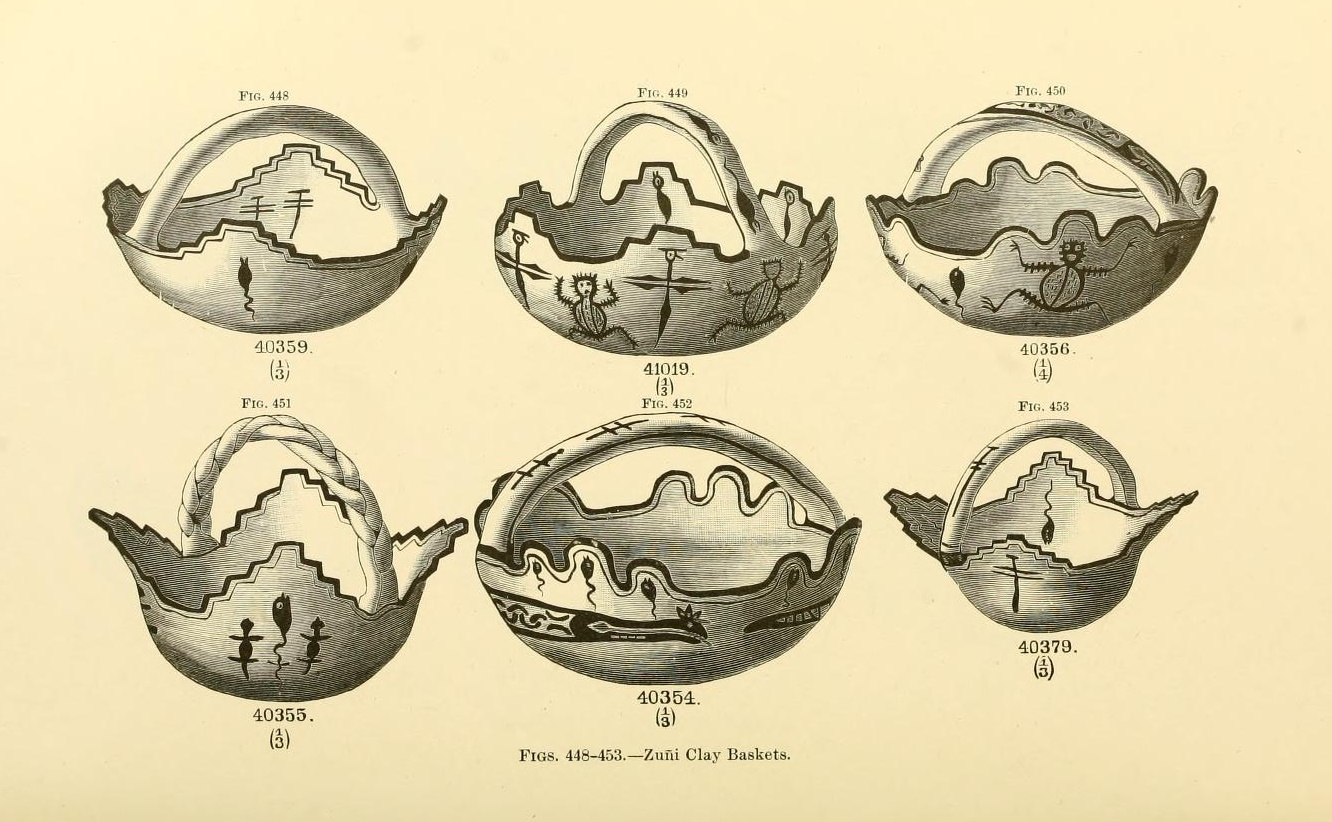
Кошики з глини зуні
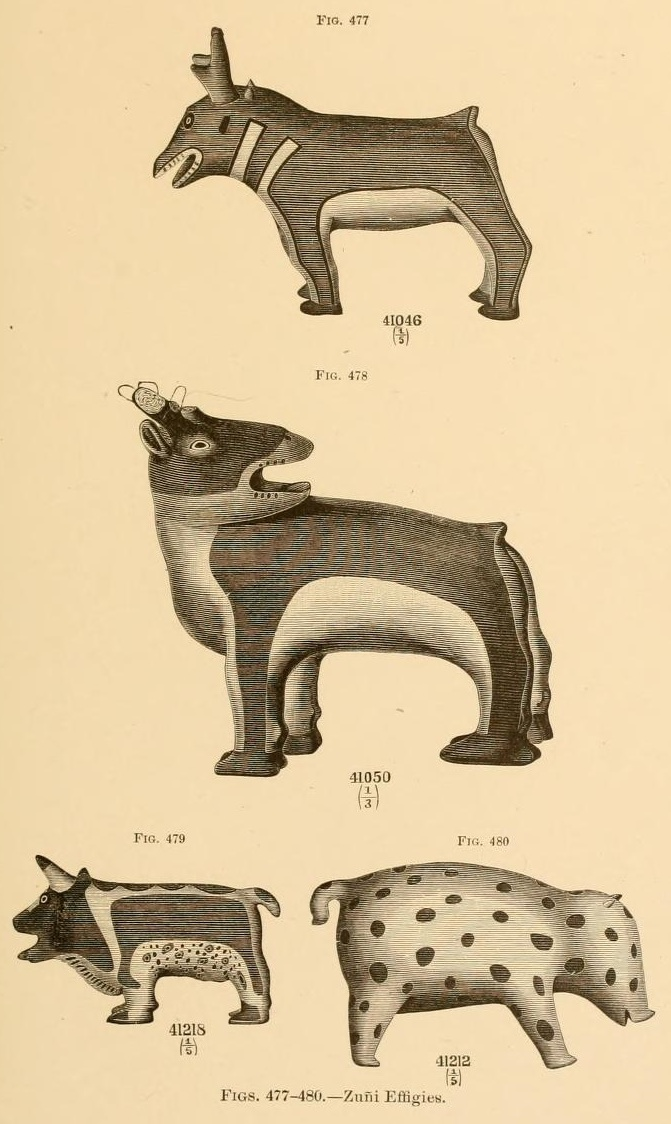
Зуні зображення тварин
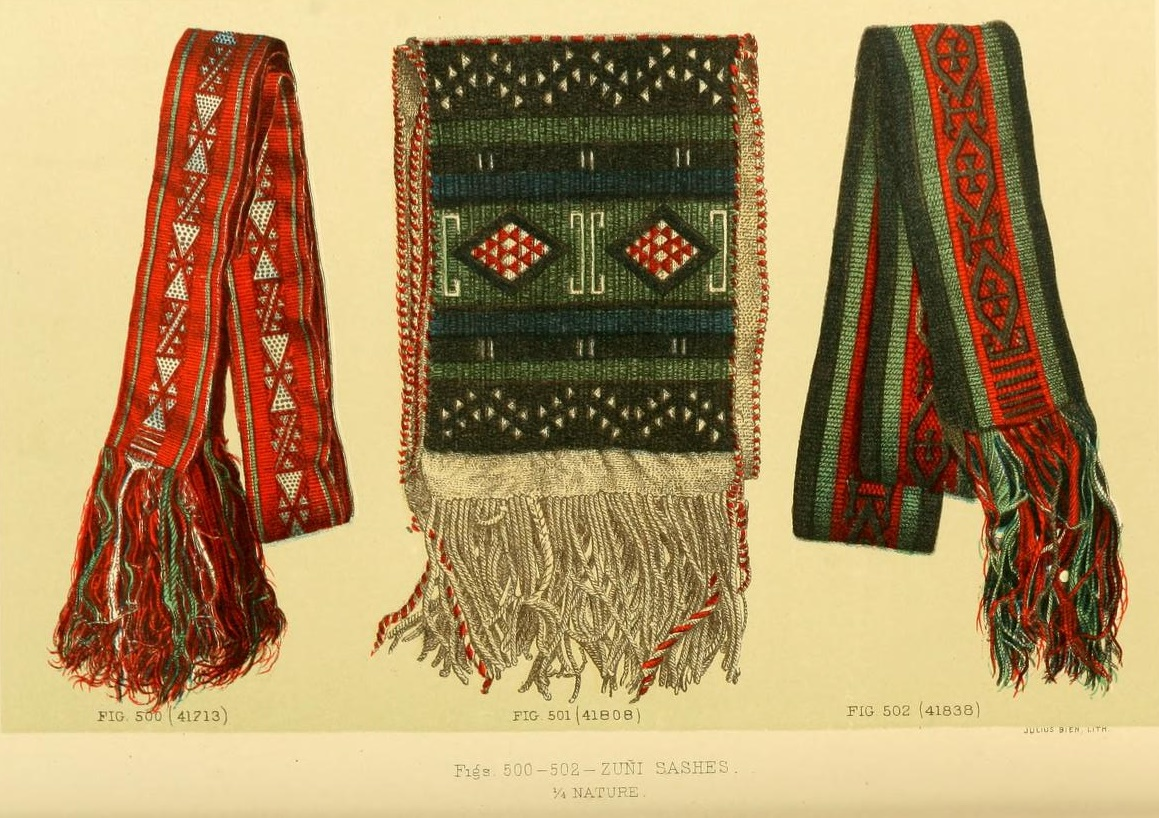
Зуні ткані стулки

## Загальні посилання
- Adair, John. The Navajo and Pueblo Silversmiths. Norman: University Oklahoma Press, 1989. ISBN 978-0-8061-2215-1.
- Cushing, Frank Hamilton. Jesse Green, ed. Zuni: Selected Writings of Frank Hamilton Cushing. Lincoln: University of Nebraska Press, 1978. ISBN 0-8032-2100-2.
- Pritzker, Barry M. A Native American Encyclopedia: History, Culture, and Peoples. Oxford: Oxford University Press, 2000. ISBN 978-0-19-513877-1.
- Wade, Edwin L. «The Ethnic Art Market in the American Southwest, 1880—1980.» George, W. Stocking, Jr., ed. Objects and Others: Essays on Museums and Material Culture (History of Anthropology). Vol. 3. Madison: University of Wisconsin Press, 1988. ISBN 0-299-10324-2.

## Подальше читання
- Benedict, Ruth. Zuni Mythology. 2 vols. Columbia University Contributions to Anthropology, no. 21. New York: Columbia University Press, 1935. AMS Press reprint, 1969.
- Bunzel, Ruth L. «Introduction to Zuni Ceremonialism [Архівовано 12 січня 2021 у Wayback Machine.]». (1932a); «Zuni Origin Myths». (1932b); «Zuni Ritual Poetry». (1932c). In Forty-Seventh Annual Report of the Bureau of American Ethnology. Pp. 467–835. Washington, D.C.: Government Printing Office, 1932. Reprint, Zuni Ceremonialism: Three Studies. Introduction by Nancy Pareto. University of New Mexico Press, 1992.
- Bunzel, Ruth L. Zuni Texts. Publications of the American Ethnological Society, 15. New York: G.E. Steckert & Co., 1933
- Cushing, Frank Hamilton, Barton Wright, The Mythic World of the Zuni, University of New Mexico Press [Архівовано 22 квітня 2021 у Wayback Machine.], 1992, hardcover, ISBN 0-8263-1036-2
- Herrick, Dennis. (2018) Esteban: The African Slave Who Explored America. University of New Mexico Press [Архівовано 22 квітня 2021 у Wayback Machine.], hardcover, ISBN 978-0-8263-5981-0
- Davis, Nancy Yaw. (2000). The Zuni enigma. Norton. ISBN 0-393-04788-1
- Eggan, Fred and T.N. Pandey. «Zuni History, 1855—1970». Handbook of North American Indians, Southwest. Vol.9. Ed. By Alfonso Ortiz. Pp. 474–481. Washington, D.C.: Government Printing Office, 1979.
- Hart, E. Richard, 2000. "Zuni Claims: An Expert Witness’ Reflections, " American Indian Culture and Research Journal, 24(1): 163—171.
- Hart, E. Richard, ed. Zuni and the Courts: A Struggle for Sovereign Land Rights. Lawrence: University Press of Kansas, 1995. ISBN 978-0-7006-0705-1.
- Kroeber, Alfred L. (1984). Zuni kin and clan. AMS Press. ISBN 0-404-15618-5
- Newman, Stanley S. Zuni Dictionary. Indiana University Research Center, Publication Six. Bloomington: Indiana University, 1967. ASIN B0007F3L0Y.
- Roberts, John. «The Zuni». In Variations in Value Orientations. Ed. by F.R. Kluckhorn and F.L. Strodbeck. Pp. 285–316. Evanston, IL and Elmsford, NY: Row, Peterson, 1961.
- Smith, Watson and John Roberts. Zuni Law: A Field of Values. Papers of the Peabody Museum of the American Archaeology and Ethnology, Vol. 43. Cambridge, MA: Peabody Museum, 1954.
- Tedlock, Barbara. The Beautiful and the Dangerous: Dialogues with the Zuni Indians [Архівовано 5 березня 2020 у Wayback Machine.], New York: Penguin Books, 1992.